# Subpixel

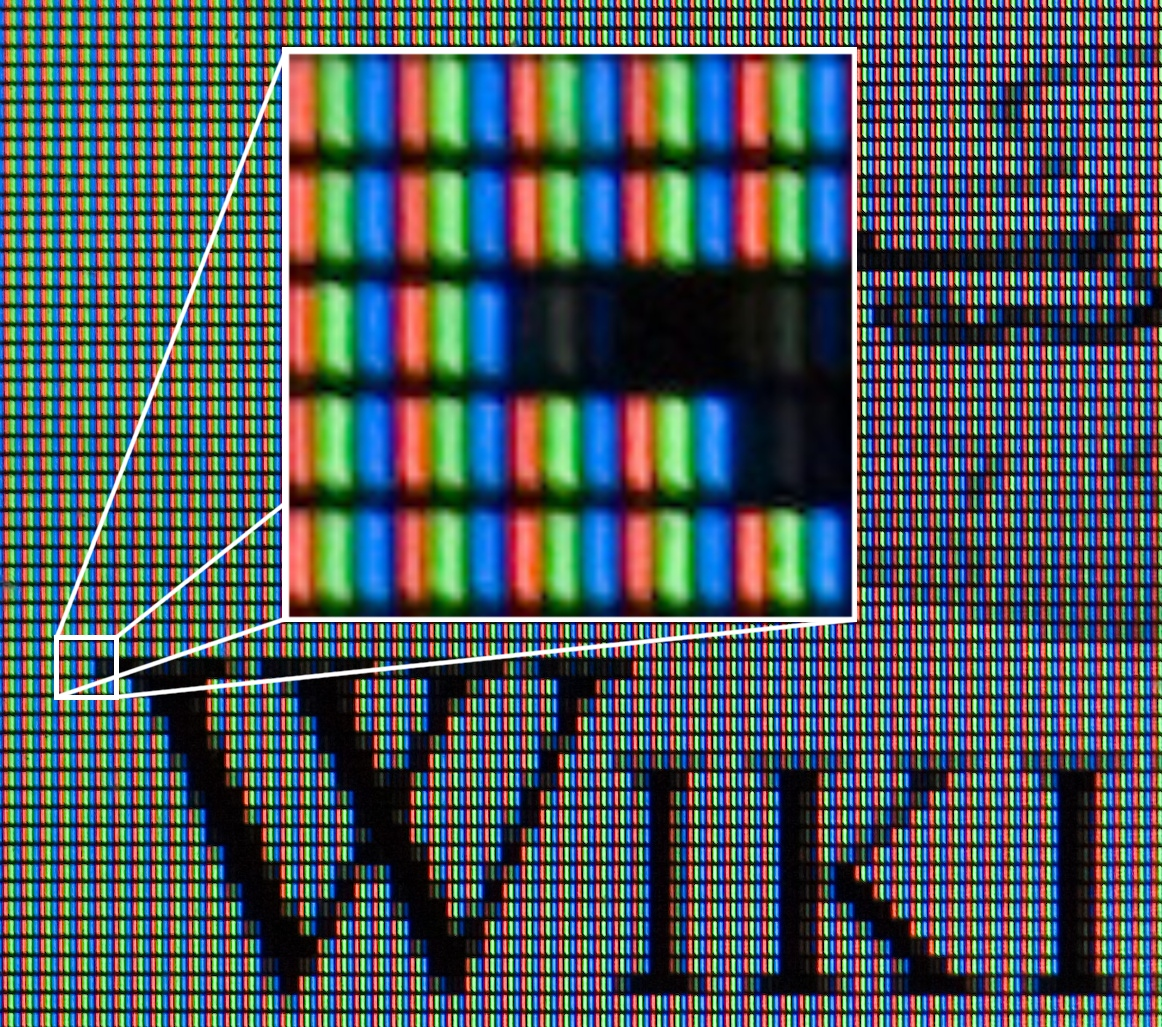
Logo Wikipedie zobrazené na LCD monitoru, zvětšení zobrazuje několik pixelů s viditelným uspořádáním subpixelů (RGB)

Subpixel je základním elementem každého pixelu zobrazovacího zařízení.
Pro aktivní zobrazení libovolné barvy a odstínu viditelného spektra je zapotřebí tří základních barev, např. RGB (Červená – Red, Zelená – Green, Modrá – Blue). Tyto barvy jsou geometricky uspořádány tak aby jejich aditivním mícháním docházelo k splynutí do jedné barvy každého samostatného pixelu. 
Tento způsob barevného zobrazování je použit u všech barevných CRT i LCD monitorů. Rozdílem mezi jednotlivými monitory bývá uspořádání barevných subpixelů a rastrové masky.